# 曼徹斯特 (緬因州)
曼徹斯特（英語：Manchester）是一個位於美國緬因州肯納貝克縣的市鎮。

## 人口
根據2020年美國人口普查的數據，曼徹斯特的面積為58.59平方千米，當中陸地面積為55.40平方千米，而水域面積為3.19平方千米。當地共有人口2456人，而人口密度為每平方千米42人。